# 33516 Timonen
33516 Timonen este o planetă minoră (asteroid), cu un diametru de 2,588 km, din centura de asteroizi. A fost descoperită pe 6 aprilie 1999 la Experimental Test Site⁠(d) de Lincoln Near-Earth Asteroid Research. 
Obiectul prezintă o orbită caracterizată de o semiaxă mare de 2,2987168 UAi, o excentricitate de 0,11, o înclinație de 5,07116 ° în raport cu ecliptica.